# Vitryggig gam
Vitryggig gam (Gyps africanus) är en gam som lever i Afrika söder om Sahara. Den har dock tillfälligt observerats även i Marocko och Spanien. Liksom de flesta gamar minskar den kraftigt i antal, så pass att den anses vara akut utrotningshotad.

## Utseende

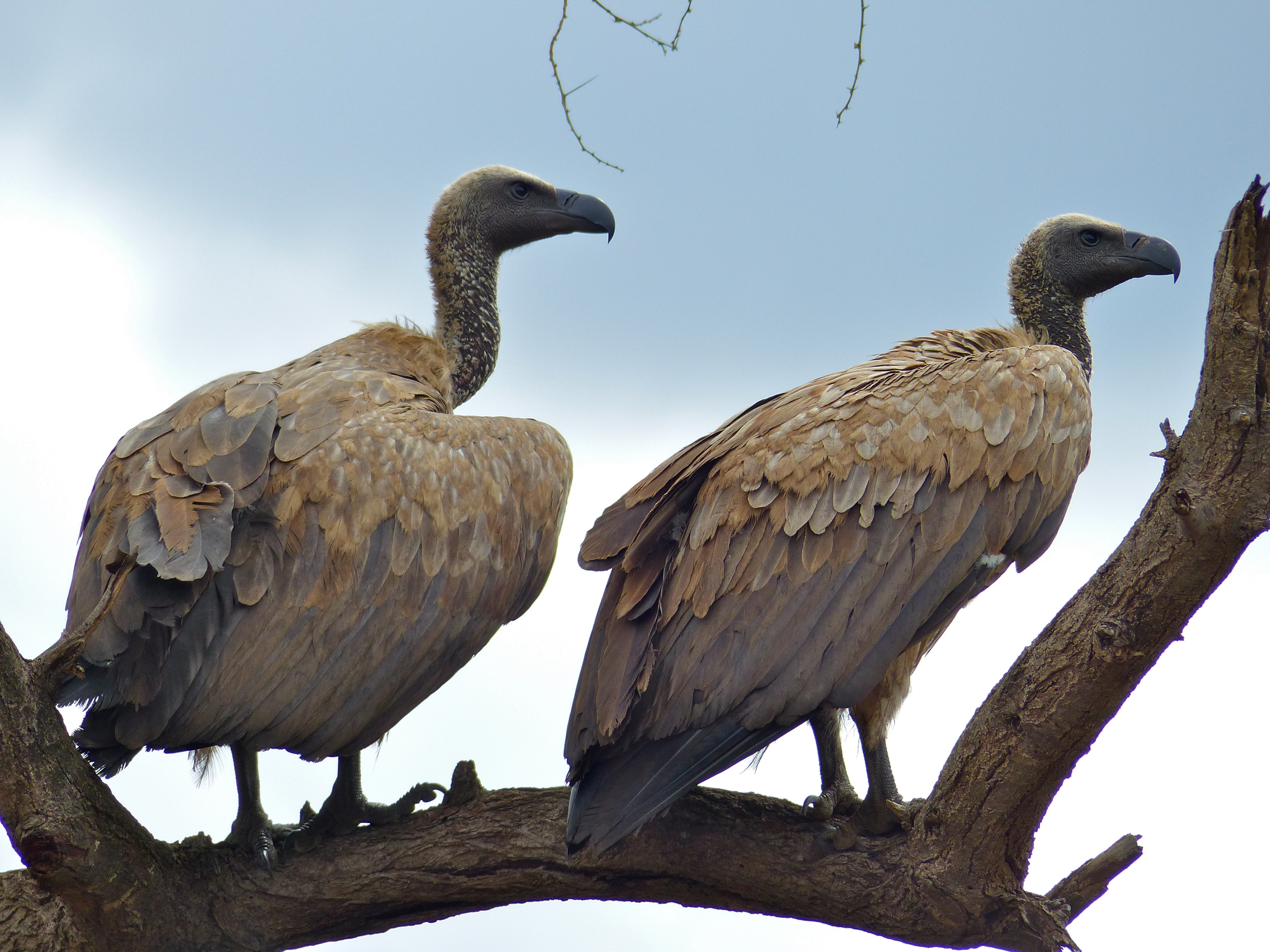
Vitryggig gam är en social art som både häckar och födosöker tillsammans.

Den vitryggiga gamen blir högst 94 centimeter lång med ett vingspann på upp till 218 centimeter och med en vikt av 4,2–7,2 kilogram. Skinnet är grått och gamens huvud och hals är endast beklädda med glest dun. Fjädrarna kring nacken och över ryggen är vita, därav dess namn. Fjäderdräkten är i övrigt brunaktig, med mörkare vingpennor och stjärtfjädrar och vitt på undersidan av gumpen. Näbben är mörk.

## Läte
Vitryggig gam är liksom de flesta gamar en tystlåten fågel. När de samlas vid as för att äta kan olika skrin och tjattrande ljud, och från dominanta fåglar väsande. Vid boet hörs hårda kacklanden.

## Utbredning
Arten förekommer fläckvis i Afrika söder om Sahara, från Senegal och Mali i väster, genom Sahel till Etiopien och Somalia i öster, söderut via Östafrika in i Moçambique, Zimbabwe, Botswana, Namibia och Sydafrika. Den har även påträffats i Marocko och vid fyra tillfällen i Spanien.

## Ekologi
Den vitryggiga gamen är huvudsakligen asätare, det vill säga den äter främst döda djur (kadaver). Fågeln förekommer framför allt på öppen savann med akacior som den behöver som häckningsplats. Den har dock observerats häcka även på kraftledningsstolpar. Den häckar i lösa kolonier och är i största allmänhet en social art.

## Status och hot
Vitryggig gam är fortfarande den mest spridda och vanligaste gamen i Afrika med en uppskattad population på 270 000 individer. Dock minskar den mycket kraftigt, i Västafrika med 90 % där den i stort troligen försvunnit från bland annat Kamerun, Ghana, Nigeria och Niger. Den har minskat starkt (eller försvunnit) i Sudan, Somalia och Kenya men verkar vara stabil från Tanzania söderut. Orsakerna till att den minskar är många: habitatförlust, brist på föda, jakt och förgiftning. Detta tros fortsätta även framöver, varför den numera förs till hotkategorin akut hotad.

## Namn
Arten har på svenska även kallats vitryggad gam. Den har också benämnts afrikansk vitryggad/vitryggig gam för att skilja den från bengalgamen som ofta kallats asiatisk vitryggad/vitryggig gam.